# زمان ملودی
وقت آهنگ (انگلیسی: Melody Time) فیلمی در ژانر تئاتر موزیکال به کارگردانی کلاید جرونیمی، ویلفرد جکسون، همیلتون لاسک، و جک کینی است که در سال ۱۹۴۸ منتشر شد. از بازیگران آن می‌توان به روی راجرز، اتل اسمیت، بابی دریسکال، لوانا پاتن و باب نولان اشاره کرد.